# Kigiljach

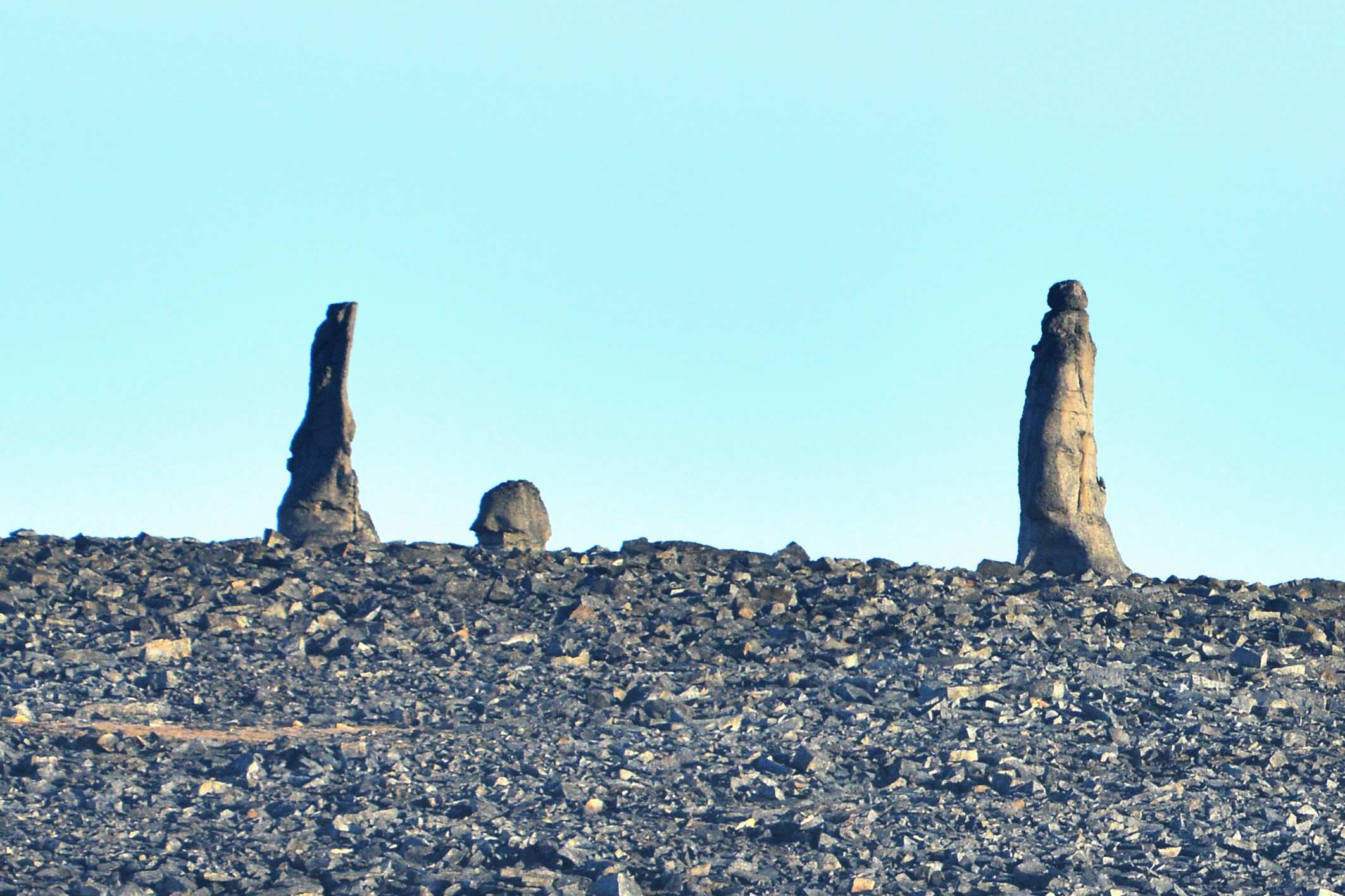
Granieten kigiljachen op het eiland Tsjetyrjochstolbovoj van de Bereneilanden in de Oost-Siberische Zee in 2014

Een kigiljach of kisiljach (Russisch: кигилях of кисилях)  is een hoge min of meer geïsoleerde zuilvormige rotsformatie (rotsnaald) die lijkt op een grote monoliet. Vaak bestaan ze uit graniet (soms zandsteen, argilliet of schalie).  In andere delen van Siberië en het Russische Verre Oosten worden ze ook wel aangeduid als kekoeren.

## Geschiedenis

### Naam en legende
Het woord komt van het Jakoetse woorden kihileëch (киһилээх; "een mens bevatten"), kisily ("[een plek] waar mensen zijn), kihi (киһи; "persoon"). Het Jakoetse kisiljach ("berg met een mens", "getrouwde berg") werd in het Russisch verbasterd tot kigiljach. Ze verwijst naar het feit dat de stenen qua postuur antropomorfistisch gezien op een persoon lijken. Door hun vaak enigszins verspreide voorkomen boven vlakke bergen, ijs of sneeuw doen ze denken aan een menigte staande mensen.
Volgens Jakoetse legendes leefden de mensen in een vroegere tijd toen de planeet een warmer klimaat kende voornamelijk in de bergen. Toen de kou sterk toenam trokken ze naar het zuiden en daalden af naar de vlakten waar het minder koud was. Bij het oversteken van het Kisiljachgebergte in het noorden van Jakoetië bleven echter vele mensen achter als bevroren zuilen. Deze zuilen raakten in de loop der tijd overwoekerd met steen en groeiden zo verder uit tot kisiljachen.
De Jakoetse legendes beschrijven de kisiljachen als krachtplekken die positieve energie geven.

### Oorsprong
De meeste granieten kigiljachen ontstonden tijdens het Krijt ongeveer 120 tot 110 miljoen jaar geleden, toen de Euraziatische Plaat over de Noord-Amerikaanse Plaat schoof. Hierdoor ontstonden plooien, zoals ook het Tsjerski- en het Verchojanskgebergte. De zandstenen exemplaren komen uit het tijdperk Jura. De zuilvormige rotsen ontstonden uit buttes op de toppen van de bergen en kregen hun vorm als gevolg van cryogene verwering onder invloed van lage temperaturen en sterke temperatuurswisselingen en de aanzienlijke hoogte waarop de rotsen zich bevonden, waarbij ook de wind zijn rol speelde. Deze processen leidden tot het ontstaan van vorstscheuren in het gesteente, waarna deze opbraken tot de zuilvormige rotsen.

### Kigiljachen op Tsjetyrjochstolbovoj en Groot-Ljachovski
Ferdinand von Wrangel beschreef tijdens zijn expeditie van 1821 tot 1823 deze rotsen op het eiland Tsjetyrjochstolbovoj van de Bereneilanden in de Oost-Siberische Zee als 'tsjetyrjochstolbovoj' ("vier pilaren"). De betreffende kigiljachen hadden een hoogte van ongeveer 15 meter en vielen daardoor nogal in het oog op de vlakke ondergrond aldaar.
Kapitein Vladimir Voronin gaf tijdens zijn periode als beheerder van het poolstation op de westelijke punt van het westelijke schiereiland van het eiland Groot-Ljachovski op de Nieuw-Siberische Eilanden dit schiereiland ook de naam Kigiljach naar een geërodeerde grote staande rots aldaar. Kaap Kigiljach bij het poolstation droeg toen echter al deze naam.
De rotsen op Tsjetyrjochstolbovoj  zijn op het einde van hun levensfase. In 1935 waren er volgens een expeditie onder leiding van Vsevolod Vorobjov nog vier, maar telde geoloog Sergej Obroetsjev er nog maar drie. Hij gaf toen aan dat hij verwachte dat ze binnen 200 jaar verdwenen zouden zijn. Halverwege de jaren 1980 waren het er nog twee en in 1995 nog slechts anderhalf. Vanwege de vele scheuren werd door onderzoeker Joeri Moerzin in 2006 de verwachting uitgesproken dat ze binnen een paar jaar volledig verdwenen zouden zijn.

## Verspreiding
Kigiljachen komen vooral voor in het Oost-Siberisch Laagland van Jakoetië:
- Alazejaplateau
- Anabarplateau
- Nieuw-Siberische Eilanden:
  - Groot-Ljachovski: Schiereiland Kigiljach bij Kaap Kigiljach en de berg Kigiljach in de Oost-Siberische Zee
  - Stolbovoj in de Laptevzee
- Kisiljachgebergte in het Tsjerskigebergte
- Kisiljach-Tas, een geïsoleerde bergtop in het Laagland van Kolyma bij de rivier de Alazeja
- Kjoen-Tas
- Tsjetyrjochstolbovoj, een van de eilanden van de Bereneilanden
- Hoogland van Ojmjakon
- Polo-oesny krjazj
- Soeor-Oejata
- Oelachan-Sis

Buiten Jakoetië komen ze onder andere voor op:
- Popov-Tsjoektsjin, een van de eilanden van de Kolosovycheilanden in de Karazee
- Poetoranaplateau op Tajmyr
- Zarod, een geïsoleerde bergtop van de Kodar in het noorden van de Transbaikal